# Chronologie de l'esclavage
 (septembre 2012).
Si vous disposez d'ouvrages ou d'articles de référence ou si vous connaissez des sites web de qualité traitant du thème abordé ici, merci de compléter l'article en donnant les références utiles à sa vérifiabilité et en les liant à la section « Notes et références ».
 (août 2021).
Il s'agit d'une chronologie sur le thème de l'esclavage.

## Préhistoire et Néolithique
- Avant 4500 av. J.-C. : Il n'y a pour le moment aucune preuve archéologique d'esclavagisme. Cependant, l'ethnologie montre que, dans les sociétés de chasseurs-cueilleurs de notre époque, l'esclavage existe, laissant penser qu'il a pu exister dans les populations de chasseurs-cueilleurs préhistorique[1].
- 4500-3500 av. J.-C. : Plusieurs tombes et fosses de cette époque semblent montrer des sépultures multiples avec des morts d'accompagnement étant des esclaves[2],[3],[1],[4],[5],[6],[7],[8].

## XXIesiècleav. J.-C.
- 2100-2050 av. J.-C. : Le Code d'Ur-Namma indique plusieurs lois concernant les esclaves chez les sumérien vers 2100-2050 av. J.-C., à l'époque de la troisième dynastie d'Ur.

## XXesiècleav. J.-C.
- 1934-1924 av. J.-C. : Le Code de Lipit-Ishtar montre une évolution des lois concernant les esclaves chez les sumérien par rapport au Code d'Ur-Namma. Certains droits sont accordés aux esclaves, certaines situations ou châtiments sont précisés, l'esclavage pour dette est mieux cadrés et limités.

## XVIIIesiècleav. J.-C.
- environ 1750 av. J.-C. : Le Code de Hammurabi indique plusieurs lois concernant les esclaves dans le Royaume de Babylone pendant la première dynastie de Babylone, règne de Hammurabi (v. 1792-1750 av. J.-C.).

## VIIesiècleav. J.-C.
- Le Livre de l'Exode, dans Exode 21:20-21, indique qu'un maître ayant battu son esclave à mort avec un bâton doit être puni, mais que si ce dernier survit un jour ou deux, le maître ne le sera pas[9].

## IIesiècleav. J.-C.
- 166 av. J.-C. : Rome installe à Délos un port franc et un marché aux esclaves.
- 139-132 av. J.-C. : première Guerre servile en Sicile.
- 104-100 av. J.-C. : deuxième Guerre servile en Sicile.

## Iersiècleav. J.-C.
- 73-71 av. J.-C. : troisième Guerre servile menée par Spartacus.

## Iersiècle
- 4 : à Rome, la loi Lex Aelia Sentia limite l'acte privé d'affranchissement des esclaves tandis qu'une autre loi permet de châtier les esclaves par la torture et de leur marquer le visage au fer rouge[réf. nécessaire].
- 9 : en Chine, Interdiction du commerce des esclaves par décret impérial[réf. nécessaire].
- 43 : une loi romaine interdit la mise à mort des esclaves âgés et infirmes[réf. nécessaire].
- 49 : l'épître à Philémon de Paul recommande aux chrétiens de se comporter en frères, mais prône néanmoins l'obéissance des esclaves à leur maître[10].
- 61 : Pétrone affirme que les esclaves sont aussi des hommes[réf. nécessaire].
- 64 : Sénèque proclame l'égalité de tous les hommes, esclaves compris[réf. nécessaire].
- 83 : à Rome, il devient interdit de châtrer les esclaves[réf. nécessaire].

## IIesiècleapr. J.-C.
- 130 : une loi est promulguée à Rome interdisant d'exécuter sans jugement les esclaves.
- 170 : Marc Aurèle ordonne de traiter humainement chrétiens et esclaves dans l'Empire romain.

## IVesiècle
- 316 : édit de Constantin en faveur des esclaves : il devient interdit de les punir par la crucifixion et de les marquer au fer rouge au visage (ils peuvent être marqués ailleurs ou porter un collier inamovible).
- 319 : Constantin Ier interdit la séparation des familles d'esclaves lors d'un changement de propriétaire, disposition qui avait aussi existé dans le Code de Hammurabi.

## Vesiècle
- 441 : le Premier concile d'Orange dans deux canons distincts, accorde l'asile aux esclaves et réprime ceux qui les poursuivent[11].

## VIesiècle
- 506 : le concile d'Agde punit le meurtre des esclaves de deux ans d'excommunication et permet aux évêques d'affranchir les esclaves appartenant à leur église[12].
- 511 : le concile d'Orléans donne droit d'asile aux esclaves fugitifs[13].
- 517 : le concile d'Épaone réaffirme certaines protections envers les esclaves[14],[15].

## VIIesiècle
- 608-631 : Mahomet établit un statut aux esclaves.
  - Il est interdit de les battre sans raison sous peine de leur émancipation obligatoire[16],[17].
  - Si on les tue ou les mutile le talion est appliqué: un homme libre pour un homme libre, un esclave pour un esclave, une femme pour une femme[18],[19].
  - Il faut les vêtir et nourrir comme soi-même[20],[21].
  - Il est autorisé de coucher avec ses esclaves en plus de ses femmes[22],[23],[24],[25] même si l'esclave est mariée[26],[27].
  - Si on les charge lourdement il faut les aider[20],[21].
  - Seul les maîtres peuvent choisir les époux des esclaves, en cas de rapport sexuel avec une autre personne que le maître ou l'époux choisit l'esclave subit 50 coups de fouets[28],[29],[30],[31].

Afrique et Europe deviennent des bassins alimentant la traite arabe d'esclaves non musulmans,.
- 626-680 : Bathilde, ancienne esclave, devenue Reine des Francs, rachète des captifs[34], puis interdit la traite [35].

## IXesiècle
- 869-883 : révolte des esclaves noirs Zandj en Perse à Bassora[36].

## Xesiècle
- 956-958 : Liutprand de Crémone dans son ouvrage Antapodosis, rapporte les profits scandaleux des marchands d'esclaves de Verdun[37],[38], et notamment le commerce d'eunuques entre Verdun et l'Espagne musulmane[39].

## XIIIesiècle
- 1206 : Qûtb ud-Dîn Aibak, alors esclave de Muhammad Ghûrî et gouverneur, à son service, de l'Inde du Nord, se rend indépendant et fonde la dynastie des Esclaves.
- 1222 : La Charte du Manden est proclamé par Sundjata Keïta, premier empereur du Mali
- à partir du XIIIe siècle, une activité méconnue et pourtant lucrative des ordres militaires (templiers et Hospitaliers principalement) était le commerce des esclaves blancs : des prisonniers de guerre, des enfants enlevés, voire achetés à leurs parents, étaient transportés en grand nombre de l'Orient vers l'Occident. Ils participaient au fonctionnement des Maisons du Temple, principalement en Italie et en Aragon. À la fin du siècle, la plaque tournante de ce commerce florissant était le port d'Ayas du royaume arménien de Cilicie. Les Templiers y ouvrirent un comptoir vers 1270, et y firent le commerce d'esclaves turcs, grecs, russes et circassiens[40]

## XIVesiècle
- 3 juillet 1315 : Louis X le Hutin, roi de France, publie un édit qui affirme que « selon le droit de nature, chacun doit naître franc » ; officiellement, depuis cette date, « le sol de France affranchit l'esclave qui le touche ».
- 1395 : la prise et destruction de la colonie vénitienne de La Tana par les Mongols, sous Tamerlan, marque une interruption considérable pour la traite d'esclaves de mer Noire par la république de Venise ; Gênes et sa colonie de Caffa continuent néanmoins ce trafic.

## XVesiècle
- 1435 : 13 janvier : le pape Eugène IV condamne la mise en esclavage des indigènes guanches des îles Canaries à travers l'encyclique « Sicut Dudum ».
- 1453 : la prise de Constantinople et la fermeture des détroits aux marchands chrétiens met fin à la traite d'esclaves tatares et russes de la mer Noire vers l'Italie, l'Espagne et l'Égypte mamelouke.
- 1454 : 8 janvier : le pape Nicolas V autorise dans la bulle Romanus pontifex le roi de Portugal à réduire en esclavage, les « Sarrasins, païens, et autres ennemis du Christ » (à la suite de la Chute de Constantinople en 1453), et partage les continents africains et américains entre l'Espagne et le Portugal, à la suite de la découverte de la Guinée.
- 1462 : le pape Pie II qualifie l'esclavage de « crime énorme » (magnum scelus)[41].
- 1490 : des missionnaires catholiques arrivèrent dans la région du royaume du Kongo, l'année suivante, le manikongo Nzinga Nkuwu fut baptisé et prit le nom de Ndo Nzuawu. Diogo Cão crut alors la voie libre pour se procurer des esclaves et le tenta. Cependant, Nzinga Nkuwu était décidé à ne pas faire de son royaume un lieu de traite. Il fit capturer en échange les missionnaires portugais et les fit tuer à chaque mois de retard dans le retour des captifs Kongo. Sous Nzinga Nkuwu les relations se refroidirent avec le Portugal et ne s'améliorèrent guère jusqu'à sa mort. Elles auraient certainement empiré n'eût été la mort de son fils, Mpanzu a Nzinga, qui était lui contre toute forme de relations avec le Portugal. Prétendant favori à la succession de son père (la succession se faisait par élection et il n'était pas systématique qu'un fils succède à son père), Mpanzu a Nzinga, soutenu par les représentants votants des clans et des corps de métiers du Kongo, désirait écourter au plus vite les relations avec le Portugal. Cela lui couta la vie lors d'un attentat, le jour de son accession au trône.

- 1492 : premier voyage transatlantique de Christophe Colomb. Des Noirs sont embarqués dans les caravelles dès le troisième voyage (1498).
- 1493 : traité de Tordesillas ligne de partage entre l'Espagne et le Portugal : bulles du pape Alexandre VI.
- 1494 : au retour de son 2e voyage, Christophe Colomb vend 300 esclaves indiens 5 000 maravedis chacun.
- 1498 : mise en place des repartimentos appelés aussi Encomienda. On attribuait aux colons espagnols des communautés indiennes qu'ils utilisaient comme force de travail et à condition de les nourrir et de les instruire dans la religion catholique.

## XVIesiècle
- 1513 : Vasco Núñez de Balboa découvre le Pacifique
- 1513 : Antonio Montesinos obtient les lois de Burgos pour protéger les indigènes, mais peu d'administrations coloniales les respectent car elles nuisent aux profits, en particulier miniers
- 1514 : Requerimiento : document publié par Juan López de Palacios Rubios pour éviter les abus commis par les colons dans l'esclavage des Amérindiens et convertir ces derniers à la religion catholique par la force et la menace. Bartolomé de Las Casas se prononce contre l'esclavage des Amérindiens, mais pas contre celui des Noirs.
- 1516 : Bartolomé de Las Casas « procureur et protecteur universel de tous les Indiens des Indes », dirige une commission d’enquête aux Indes
- 1517 : Charles Quint autorise l'esclavage des Indiens.
- 1517 à 1519 : Bartolomé de Las Casas à la cour d'Espagne, chargé de « remédier aux maux des Indiens ».
- 1519 : Pedro Arias Dávila fait trancher la tête de Vasco Núñez de Balboa et fonde la ville de Panama, après avoir réduit en esclavage les Indiens de la Castille d'Or, dans le Chocó.
- 1519 : Hernan Cortés conquiert Mexico.
- 1522 : la famille Welser, des Allemands mandatés par Charles Quint colonise le Venezuela
- 1522 : première tentative de conquête du Pérou par Pascual de Andagoya
- 1523 : Sancti Spiritu est fondée sur la voie fluviale du Paraguay-Paraná suivie en 1536 de Buenos Aires
- 1523 : création en Espagne du Conseil des Indes
- 1526 : Charles Quint : première interdiction de l'esclavage des Amérindiens.
- 1531 : première Réduction: en réaction aux exactions des Conquistadores insoumis, Madrid crée des villages directement sous l'autorité de religieux, qui protégèrent efficacement les Indiens.
- 1532 : Francisco Pizarro s'empare du Pérou
- 1537 : le pape Paul III condamne à son tour toute forme d'esclavage présente et à venir, toute mise en doute de la pleine humanité des Amérindiens et toute atteinte à leurs droits à la liberté et à la propriété (2 juin 1537 (Veritas ipsa) et le 9 juin 1537 (Sublimis Deus) )
- 1540 : Hans Staden écrit sur les premières petites sucreries de l'île brésilienne de Santa Catarina;
- 1542 : Nuevas leyes espagnoles pour protéger les indigènes, mieux respectées que les lois de Burgos.
- 1545 : Potosí est fondée en Bolivie par Francisco de Toledo, qui fait écarteler en 1572 Tupac Amaru.
- 1550 : Charles Quint : affranchissement de tous les esclaves des Indes occidentales à la suite de la Controverse de Valladolid
- 1552 : Bartolomé de Las Casas publie Très brève relation de la destruction des Indes[42]
- 1570 : Sébastien Ier de Portugal interdit la réduction des Amérindiens à l'esclavage.
- 1575 : le Brésil portugais compte 60 petites sucreries(dont 23 à Pernambouc et 18 à Bahia).
- 1585 : le Brésil portugais compte 130 sucreries(dont 65 à Pernambouc et 45 à Bahia).
- 1600 : fondation de la Compagnie anglaise des Indes orientales

## XVIIesiècle
Les Néerlandais marginalisent les Portugais dans l'océan Indien et les Espagnols dans l'océan Atlantique. Les Anglais plantent massivement du sucre à la Barbade (années 1640) puis en Jamaïque (années 1660). La flambée des prix du sucre lors du blocus de la Barbade des années 1650 incite au défrichage des Antilles françaises. Alléchés, les rois de France et d'Angleterre développent la traite négrière dans les années 1670. Le conflit militaire des années 1690 freine leurs ardeurs, qui reprendront dans les années 1700, et seront décuplées dans les décennies suivantes (1720 et surtout 1740).
- 1602 : création de la Compagnie néerlandaise des Indes orientales.
- 1615 : le chansonnier populaire néerlandais Gerbrand Adriaenszoon Bredero fustige l'esclavage, alors interdit aux Provinces-Unies , et qui ne touchera le Brésil néerlandais qu'en 1836.
- 1619 : premier arrivage d'engagés noirs sur la Côte est américaine (19 à Jamestown en Virginie, où l'esclavage ne se développe cependant que 60 ans plus tard).
- 1623 : le capitaine de navire néerlandais Dierick Ruiter dénonce l'esclavage portugais dans Le Flambeau de la Marine.
- 1625 : le recensement à Jamestown fait état de 10 noirs[43], sans parler d'esclaves.
- 1626 : Richelieu autorise la colonisation de la Guyane.
- 1630 : soixante-sept navires néerlandais cinglent vers le Pernambouc, et ses 436 sucreries, mettent cinq ans à le conquérir, les Portugais jouant la terre brûlée, selon Christophe Arciszewski.
- 1636 : les Néerlandais, après s'être emparés d'Elmina, sur la côte portugaise d'Afrique, créent au Brésil leur propre système de Traite négrière, avec une partie des portugais[44].
- 1636 : décret de 1636 sur l'esclavage à vie à la Barbadee[45].
- 1637 : le Néerlandais Peter Blower amène le sucre à la Barbade, suivi par nombre de compatriotes après la destitution de Jean-Maurice de Nassau-Siegen à Pernambuco en 1640.
- Mai 1637 : début de la Guerre des pequots en Amérique du Nord.
- 1638 : début des travaux sur le fort de Kormantin.
- 1638 : Daniel Trezel, signa un contrat avec Daniel Rozée, marchand de Rouen, pour se faire livrer 100 esclaves noirs.
- 1638 * 1638 : à Boston[46], William Pierce le capitaine du Desire, construit en 1636 à Marblehead, près de Salem[47], importe la première cargaison d'esclaves de la Barbade, qu'il échange contre des esclaves amérindiens[47].
- 1638 : Charles Liènard de l'Olive à la Guadeloupe demande de pouvoir aller chercher des noirs « à la côte d’Angole ».
- 1639 : seconde révolte des engagés blancs, de la Barbade, les Irois, après celle de 1634[48].
- 1638 : 1re vente aux enchères à Jamestown en Virginie : 23 engagés volontaires, noirs, vendus[43] mais toujours pas esclaves à vie.
- 1640 : Nicholas Crisp premier Britannique à pratiquer la traite négrière, se voit retirer son monopole royal par le parlement lors de la Première Révolution anglaise.
- 1640 : le fort de Kormantin est victime d'un incendie d'origine néerlandaise.
- 1642 : création du « petit Accra », qui deviendra en 1649 le Fort Crèvecœur (Ghana) par Henry Caerlof.
- 1642 : la Barbade a 37 000 habitants blancs contre 4 000 en 1631[49], à la suite des expropriations en Irlande. La Virginie atteint 5 000 habitants. Chute des cours du tabac.
- 1642 : guerre civile anglaise.
- 1642 : l'Histoire de la Barbade s'accélère : les nobles exilés importent des moulins à sucre du Pernambouc, on passe de 300 noirs en 1640 à 5 660 en 1645 et 30 000 en 1650.
- 1642 : Richelieu crée la Compagnie de l'Orient, sans pouvoir ni vraies colonies.
- 1643 : fondation de Fort Dauphin à Madagascar par les Français.
- 1644 : premières lois durcissant l'esclavage, à la Barbade[43].
- 1645 : la Barbade a déjà 5 660 esclaves contre seulement 300 en 1640.
- 1646 : le capitaine John Lad arrive dans la région de Winneba et prend 100 esclaves.
- 1646 : un capitaine amenant des esclaves de la Côte des Esclaves à Elmina refuse de les débarquer faute d'équipements permettant de les accueillir[50].
- 1646 : reprise par la Biemba Company et le capitaine John Lad arriva.
- 1646 : Enquiries into vulgar and common errors de Thomas Browne condamne l'esclavage.
- 1647 : Thomas Modyford, gouverneur de Barbade, paie 7 000 livres sterling pour la moitié de la plantation sucrière que le colonel Hilliard avait payée 400 livres en 1642.
- 1649 : première révolution anglaise, les barons du royaume s'exilent aux colonies. William Berkeley les accueille en Virginie, Thomas Modyford à la Barbade.
- 1650 : la Virginie compte 15 000 habitants blancs, contre 6 000 en 1649, et 5 000 en 1641, au début de guerre civile anglaise, mais seulement quelques centaines de noirs.
- 1650 : la Barbade, surpeuplée, compte déjà 30 000 esclaves noirs[45] et encore 30 000 blancs[48].
- 1650 : Anthony Rowse fuit la Barbade avec 100 planteurs et 2 000 esclaves pour fonder Fort Willoughby le long des rivières au Suriname et Pará.
- 1650 : première des mutineries des Levellers de la New Model Army contre un projet d'invasion de l'Irlande, écrasée par Thomas Fairfax et Oliver Cromwell[51].
- 1650 : Georges Ayscue, de la New Model Army, dirige l'expédition de la Barbade avec 2 000 hommes, face aux 5 000 miliciens du gouverneur Francis Willoughby[52].
- 1651 : débarquement et saccages à la Barbade. George Monck, l'un des futurs huit Lord propriétaires de Caroline, trouve un compromis avec Thomas Modyford.
- 1652 : la New Model Army fait le blocus de la Barbade pour y imposer des taxes et un monopole empêchant l'île d'exporter son sucre[53].
- 1652 : la New Model Army renverse le gouverneur de Virginie William Berkeley, resté fidèle au roi en exil, et le remplace par Richard Bennett, gouverneur.
- 1655 : la New Model Army s'empare de la Jamaïque, mais sans développer l'esclavage : les Espagnols ont libéré avant environ 300 noirs qui forment des communautés de marrons.
- 1655 : jurisprudence Elizabeth Key en Virginie : le fils d'esclave est libre si seule sa mère est esclave.
- 1657 : accord de paix des Français avec les Caraïbes de Martinique, après les affrontements de l'année 1654.
- 1658 : Guerre de 1658 contre les indiens caraïbes qui double en 20 ans la surface martiniquaise des planteurs blancs.
- 1659 : un an avant sa mort, le poète Scarron, premier mari de Madame de Maintenon, investit 3 000 livres dans une société commerçant avec la Martinique[54].
- 1660 : restauration anglaise qui libère les grands féodaux de la menace de la New Model Army et sa puissance navale.
- 1661 : Code des esclaves de la Barbade, à la suite du développement de la traite négrière, qu'il encourage.
- 1662 : loi virginienne de 1662 sur l'esclavage contre le métissage : une esclave ne peut donner naissance qu'à des esclaves, contre la jurisprudence Elizabeth Key.
- 1663 : création par le roi d'Angleterre de la charte de la compagnie des aventuriers d'Afrique, pour importer des esclaves, dirigée par Thomas Modyford.
- 1663 : par la charte de 1663 le roi Charles II d'Angleterre donne la Caroline à huit barons, dont George Monck, ex-général d'Oliver Cromwell).
- 1663 : de grands planteurs de la Barbade, Thomas Modyford, Colonel Benjamin Berringer et John Yeamans s'installent en Jamaïque ou explorent la Caroline du Nord.
- 1664 : le gouverneur de la Barbade Francis Willoughby envoie 1 200 hommes s'emparer des possessions françaises de Sainte-Lucie[55].
- 1665 : développement en Caroline de la colonie du Cape Fear où s'installe en octobre John Yeamans (Barbade).
- 1666 : environ 2 000 esclaves en Virginie[43] contre 300 en 1649.
- 1669 : un autre militaire de la Barbade, l'Irlandais William Stapleton, qui s'installe à Niévès et Montserrat, où il implante des plantations de sucre et devient gouverneur.
- 1670 : la colonie de Charleston fondée, la traite des Amérindiens de Caroline vers les Antilles débute ; elle représentera au total 24 000 à 51 000 Indiens[56].
- 1671 : la Jamaïque, qui ne comptait que 500 esclaves en 1661, en importe au rythme de plus d'un millier par an[57].
- 1672 : en Angleterre, organisation de la Royal African Company.
- 1673 : en France, création de la Compagnie du Sénégal qui conduit des Noirs aux Antilles et à la Guyane.
- 1674 : Sir John Yeamans autorise Docteur Henry Woodward à contracter avec des Indiens Westos de Virginie.
- 1675 : Louis XIV créé la ferme du tabac qui étouffe le marché des petits planteurs des Antilles, afin de favoriser l'avènement du sucre.
- 1678 : Ganga Zumba du royaume de Palmares signe la paix avec les Portugais du Pernambouc.
- 1679 : plus de 61 % des esclaves de Barbade dans des plantations de plus de 104 esclaves[57].
- 1680 : Ganga Zumba est défait par Zumbi Dos Palmares, qui veut lutter pour libérer les esclaves du littoral du Pernambouc.
- 1684 : en France, création de la Compagnie de Guinée dirigée par Jean-Baptiste Du Casse qui importe des Noirs aux Antilles et en Guyane.
- 1685 : le Code noir s'inspire du Code des esclaves de la Barbade (1661) et de la loi virginienne de 1662 sur l'esclavage. Cet édit royal de Louis XIV définit notamment les esclaves comme biens meubles en son article XLIV.
- 1688 : protestation de Germantown contre l'esclavage par des quakers qui viennent d'obtenir des terres de William Penn pour créer la Pennsylvanie.
- 1697 : fondation de l'Anti-Jacobin par l'abolitioniste George Canning.
- 1698 : Londres impose une taxe de 10 % sur la traite négrière, interdite sauf en cas de feu vert du Parlement[45].
- 1698 : création de la Compagnie de Saint-Domingue. Convention signée avec la Compagnie de Guinée pour activer la traite à Saint-Domingue.

## XVIIIesiècle
- 1701-1713 : la France développe Saint-Domingue grâce aux Irlandais de Nantes, récupère l'asiento (exclusivité de la fourniture d'esclaves noirs pour les colonies espagnoles).
- 1708: la colonie de Charleston a 1 800 esclaves noirs, dont la moitié employés dans l'élevage.
- 1711 Guerre de Tuscarora : une des guerres indiennes en Caroline contre des Amérindiens qui protégeaient les esclaves fugitifs[58].
- 1712 à 1717 : à la recherche des métaux précieux en Louisiane, Antoine Crozat obtient le privilège d'y faire venir chaque année un bateau de Noirs.
- 1713 : la Grande-Bretagne obtient l'asiento.
- 1715 : guerre des Yamasee : en Caroline, jusqu'en 1717, contre des Amérindiens qui craignent d'être réduits en esclavage[59].
- 1715 : la France récupère l'Ile Maurice, qui devient l'Île-de-France.
- 1719 : spéculation à Londres (South Sea Bubble) et Paris (Compagnie du Mississippi) sur les nouvelles terres.
- 1723 : la population de Caroline a doublé en deux ans : 30 000 habitants contre 14 000 en 1721. Parmi eux, une majorité (22 000) d'esclaves noirs, alors qu'il n'étaient que 1 800 en 1708[60].
- 1725 : fin du monopole effectif. En France, la traite privée est libre en échange de droits payés.
- 1726 : sur 130 000 habitants, 100 000 esclaves à Saint-Domingue.
- 1734 : aux Pays-Bas, abolition des privilèges sur la traite sauf en Guyane.
- 1739 : Rébellion de Stono en Caroline du Sud.
- 1739 : pétition de New Inverness contre l'esclavage en Géorgie.
- 1739 à 1744 : leader des Irlandais de Nantes, Antoine Walsh fait campagne contre la création d'une taxe de dix livres par esclave importé à Saint-Domingue.
- 1748 : fondation de la société d’Angola avec un capital de 1 600 000 livres (dans les faits 2 millions de livres). Elle contrôle 28 % de tous les armements négriers de Nantes[61].
- 1748 : création de la Compagnie de Guinée au capital de 2,4 millions de livres, par fusion de la Société Grou et Michel et d'autres.
- 1749 : référendum géorgien sur l'esclavage.
- 1760 : la Révolte de Tacky en Jamaïque.
- 1761 : abolition de l'esclavage au Portugal métropolitain et dans les colonies d'Inde par décret du Marquis de Pombal.
- 1763-1792 : intensité maximale de l'importation d'esclaves noirs.
- 1767 : en France, liberté totale de la traite sans droits à payer. La Compagnie des Indes rétrocède les Mascareignes au roi ; début de la croissance économique et intensification de l'esclavage.
- 1769 : abolition de l'esclavage en Pennsylvanie par les Quakers.
- 1777 : à l'Île-de-France : 29 760 habitants dont 25 154 esclaves.
- 1777 : abolition de l'esclavage au Vermont.
- 1778 : à Saint-Domingue : 288 000 habitants dont 249 000 esclaves.
- 1783 : abolition de l'esclavage au Massachusetts.
- 1785 : restructuration de la Compagnie française des Indes.
- 1786 : le gouverneur espagnol de Louisiane Esteban Rodríguez Miró interdit l'importation d'esclaves nés dans la Caraïbe.
- 1787 : fondation de la société britannique pour l'abolition de la traite (« Society for the abolition of the slave trade »).
- 1788 : à Paris, création de la Société des amis des Noirs. En réaction, des assemblées coloniales blanches se forment. Fondation à Paris du club de l'hôtel Massiac, une instance de lobbying esclavagiste.
- 1789 :
  - le 4 mars : entrée en vigueur de la Constitution américaine, dont l'une des dispositions permet aux propriétaires d'esclaves de calculer le nombre de suffrages à partir de l'équation : 1 noir = 3/5 d'un blanc.
  - 700 000 esclaves aux Antilles françaises. Martinique : première insurrection des esclaves sous la Révolution française.
- 1791 : insurrection des esclaves à Saint-Domingue (Haïti). Début de la Révolution haïtienne.
- 1793 : Sonthonax et Polverel (commissaires civils) abolissent l'esclavage à Saint-Domingue. Menace britannique dans les colonies françaises.
- 19 février 1793[62],[63] : le Traité de Whitehall signé entre les Anglais et les colons de Saint-Domingue, la Martinique et la Guadeloupe,permet à ces derniers de combattre l'émancipation des Noirs et aux Anglais de récupérer la fiscalité sur le sucre français.
- 1794, 4 février : la Convention nationale, en France, décrète l'abolition de l'esclavage dans toutes ses colonies.

- 1796 : aux Mascareignes, les colons français n'appliquent pas l'abolition et renvoient les commissaires de la République.
- 1796 : le gouverneur espagnol de Louisiane Francisco Luis Hector de Carondelet, interdit toute importation d'esclaves.
- 1798 : Saint-Domingue est libérée de l'occupation britannique.

## XIXesiècle
- 1800 : les planteurs français de Louisiane lancent une pétition contre le gouverneur espagnol qui avait interdit la traite négrière.
- 1800 : la Louisiane est secrètement achetée par la France.
- 1801 : départ de l'expédition de Saint-Domingue pour la reconquête de l'île.
- 1802 : rétablissement de l'esclavage dans les colonies françaises par Napoléon Bonaparte.
- 1803 : Bonaparte revend la Louisiane aux États-Unis. La bataille de Vertières marque la défaite des troupes françaises à Saint-Domingue.
- 1804 : la révolte noire de Saint-Domingue ou la Révolution haïtienne triomphe. La république d'Haïti proclamée.
- 1804 : le gouverneur américain de Louisiane Isaac Brigg interdit la traite négrière.
- 1806 : loi britannique interdisant l'introduction de nouveaux esclaves dans les colonies conquises.
- 2 mars 1807 : interdiction de la traite négrière au Royaume-Uni.
- 1808 : interdiction de la traite négrière aux États-Unis.
- 1808 : les réfugiés français de Saint-Domingue à Cuba chassés, deviennent les réfugiés français de Saint-Domingue en Amérique.
- 1809-1810 : les Britanniques s'emparent des colonies françaises, interdisent la traite négrière, mais pas l'esclavage. Cependant, affranchissements en masse.
- 1811 : abolition de la traite négrière et de l'esclavage au Chili.
- 1813 : abolition de l'esclavage en Argentine.
- 1814 : la France récupère la Guyane, Martinique, Guadeloupe, Sénégal et Réunion, y maintient ou y restaure l'esclavage.
- 1815 : le Congrès de Vienne abolit la traite négrière. Talleyrand promet que la France respectera l'abolition.
- 1821 : abolition de la traite négrière et de l'esclavage en Colombie.
- 1824 : abolition de l'esclavage en Amérique centrale.
- 1829 : abolition de l'esclavage au Mexique.
- 1830 : abolition de l'esclavage en Uruguay et en Bolivie.
- 1831 : accord franco-britannique pour le contrôle de la traite illicite.
- 1833 : abolition de l'esclavage dans les colonies britanniques.
- 1834 : 1er décembre abolition de l'esclavage en Afrique du Sud.
- 1836 : république indépendante du Texas, qui maintient ainsi l'esclavage sur son sol.
- 1844 : abolition de l'esclavage au Paraguay.
- 1846 : abolition de l'esclavage en Tunisie.
- 1846, 9 décembre: abolition de l'esclavage à Mayotte et dépendances.
- 1847 :9 octobre : abolition de l'esclavage à Saint-Barthélemy par la Suède.
- 1847 : abolition de l'esclavage par le Danemark et par l'Empire ottoman.
- Décret d'abolition de l'esclavage du 27 avril 1848 : abolition de l'esclavage dans les colonies françaises.
- 1848 : 27 avril : abolition de l'esclavage au Sénégal.
- 1850 : fin officielle du trafic d'esclaves au Brésil.
- 1851 : abolition définitive en Colombie.
- 1854 : abolition définitive au Venezuela.
- 1854 : combats sanglants du Bleeding Kansas entre abolitionnistes et esclavagistes.
- 1861 : guerre de Sécession aux États-Unis.
- 1863 : abolition dans l'Empire colonial néerlandais.
- 1863-1865 : abolition dans l'ensemble des États-Unis (plusieurs États, dont la Pennsylvanie, l'ayant largement devancé).
- 1865 : l'obligation relative à la Limpieza de sangre en Espagne est abrogée.
- 1869 : abolition de l'esclavage dans les colonies africaines du Portugal.
- 1873 : abolition de l'esclavage dans la province espagnole de Porto Rico.
- 1878 : abolition de l'esclavage au Kongo.
- 1880 : abolition à Cuba, province espagnole.
- 1888 : abolition au Brésil.
- 1888 : création de la Société antiesclavagiste belge.
- 1890 : deuxième conférence de l'esclavage en Afrique.

## XXesiècle
- 1926 : convention internationale sur l'esclavage.
- 1929 : ouverture à Vincennes d'une des expositions sur la colonisation française.
- 1948 : article 4 de la Déclaration universelle des droits de l'homme, confirmée par la convention de 1956. On transfère les cendres de Victor Schœlcher, père de l'abolition en France, au Panthéon en même temps que celle de l'abbé Raynal et de Félix Éboué.
- 1962 : abolition officielle de l'esclavage en Arabie saoudite.
- 1980 : abolition officielle de l'esclavage en Mauritanie[64],[65].
- 1985 : tricentenaire du Code noir ignoré par la France.

## XXIesiècle
- 2001 : la loi Taubira reconnaît que la traite négrière transatlantique, la traite dans l'océan Indien et l'esclavage sont considérés un crime contre l'humanité en France.
- 2003 : pénalisation de l'esclavage au Niger[66].
- 2006 : choix du 10 mai comme date de commémoration de l'abolition de l'esclavage.
- 2007 : la Mauritanie adopte le 8 août une nouvelle loi antiesclavagiste plus répressive qui vise à juguler ces pratiques persistantes[67].